# 瓊卡拉山 (帕拉蒂亞區)
15°33′58″S 70°47′56″W / 15.56611°S 70.79889°W
瓊卡拉山（Chunkara），是秘魯的山峰，位於該國東南部普諾大區，由蘭帕省的帕拉蒂亞區負責管轄，屬於安地斯山脈的一部分，海拔高度5,000米。